# Гексафторосиликат калия
Гексафторосиликат калия — неорганическое соединение, комплексное соединение, соль металла калия и кремнефтористоводородной кислоты с формулой K2[SiF6], бесцветные кристаллы, мало растворимые в воде.

## Получение
- Реакция тетрафторида кремния с раствором фторида или гидроксида калия:

{\displaystyle {\mathsf {SiF_{4}+2KF\ {\xrightarrow {}}\ K_{2}[SiF_{6}]}}}
{\displaystyle {\mathsf {3SiF_{4}+4KOH\ {\xrightarrow {}}\ 2K_{2}[SiF_{6}]+Si(OH)_{4}}}}
- Взаимодействие кремнефтористоводородной кислоты с гидроксидом калия:

{\displaystyle {\mathsf {H_{2}[SiF_{6}]+2KOH\ {\xrightarrow {}}\ K_{2}[SiF_{6}]+2H_{2}O}}}
- Обменной реакцией с гексафторосиликатом натрия:

{\displaystyle {\mathsf {Na_{2}[SiF_{6}]+2KCl\ {\xrightarrow {}}\ K_{2}[SiF_{6}]+2NaCl}}}

## Физические свойства
Гексафторосиликат(IV) калия образует бесцветные кристаллы кубической сингонии, пространственная группа F m3m, параметры ячейки a = 0,8184 нм, Z = 4.
Плохо растворяется в воде.

## Химические свойства
- Разлагается при нагревании:

{\displaystyle {\mathsf {K_{2}[SiF_{6}]\ {\xrightarrow {T}}\ SiF_{4}+2KF}}}